# Friedrich Giertz
Friedrich Giertz (geb. 1846 in Daberkow bei Demmin; gest. am 1. Oktober 1916 in Weimar) war ein deutscher Uhrmachermeister und Sozialdemokrat.

## Leben
Zusammen mit Carl Kettel vertrat Giertz die Interessen des Kleinbürgertums Weimars. Giertz kann als Mitbegründer der Weimarer Sozialdemokratie gelten und darin als eine der zentralen Personen. Er gehörte dem Parteivorstand der Weimarer SDAP an. Giertz war Delegierter 1869 am Eisenacher Arbeiterkongreß, an dem das Eisenacher Programm verabschiedet wurde. Im Jahre 1874 bekam er das Weimarer Bürgerrecht. Zusammen mit Ernst Janke leitete Giertz den von Carl Kettel 1884 gegründeten Verein zur Wahrung der Interessen der Arbeiter. Der Verein wurde zum Ende des 19. Jahrhunderts gewissermaßen zum Sammelbecken der Weimarer Arbeiterbewegung. Giertz gehörte von 1885 bis 1901 dem Weimarer Gemeinderat an. Giertz kandidierte für den Wahlkreis Weimar/Apolda für die Reichstagswahl 1884 bis 1893, womit er jedoch keinen Erfolg hatte.